# Casa Emil Cioran din Rășinari

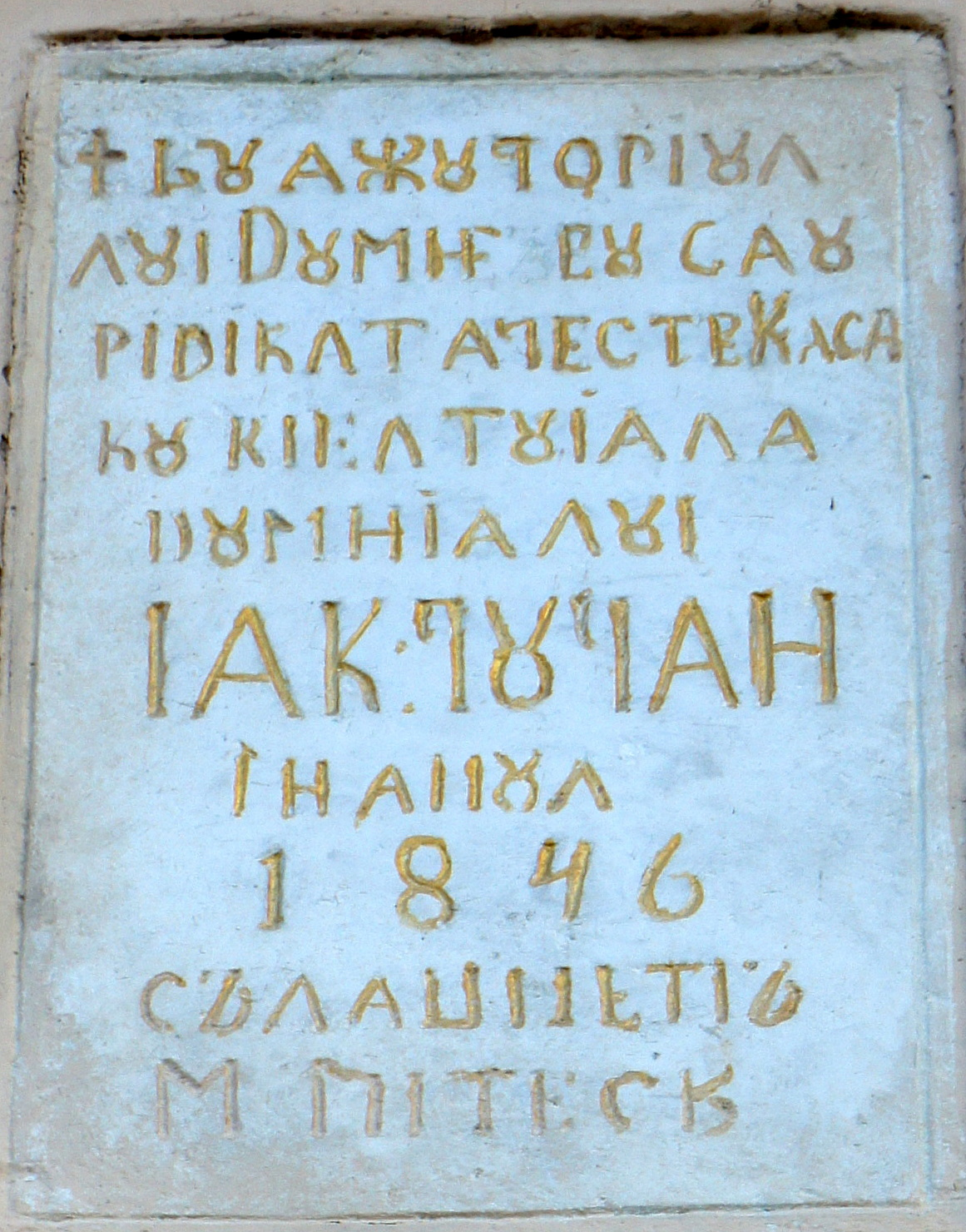
Inscripția cu numele primului proprietar

Casa Emil Cioran este un monument istoric aflat pe teritoriul satului Rășinari, comuna Rășinari, județul Sibiu.

## Istoric și trăsături
Este casa în care s-a născut filozoful Emil Cioran la data de 8 aprilie 1911. Pe peretele casei se află o placă memorială le amintește trecătorilor locul nașterii scriitorului plecat definitiv din țară în anul 1941.
O altă placă memorială îl amintește pe constructorul casei: „†Ku ajutoriul lui Dumnezeu s[-]au ridikat ace[a]stă kasă ku kieltuiala dumnialui IAK[ob] CIUCEAN în anul 1846” (cu litere chirilice).
Strada pe care se află casa poartă în prezent numele protopopului Emilian Cioran, tatăl lui Emil Cioran. Preotul paroh Emilian Cioran a fost protopop ortodox al Sibiului (coleg cu protopopul unit Nicolae Togan). Protopopul Cioran ținea contabilitatea la societatea de credit și economii „Andreiana” și a fost președintele „Reuniunii meseriașilor”. Asociația, fondată în 1911, avea ca scop „promovarea intereselor intelectuale, morale și materiale ale meșteșugarilor din comună”. Protopopul Emilian Cioran este înmormântat lângă biserica „Sfânta Treime”.

## Vezi și
- Emil Cioran
- Rășinari, Sibiu

## Imagini

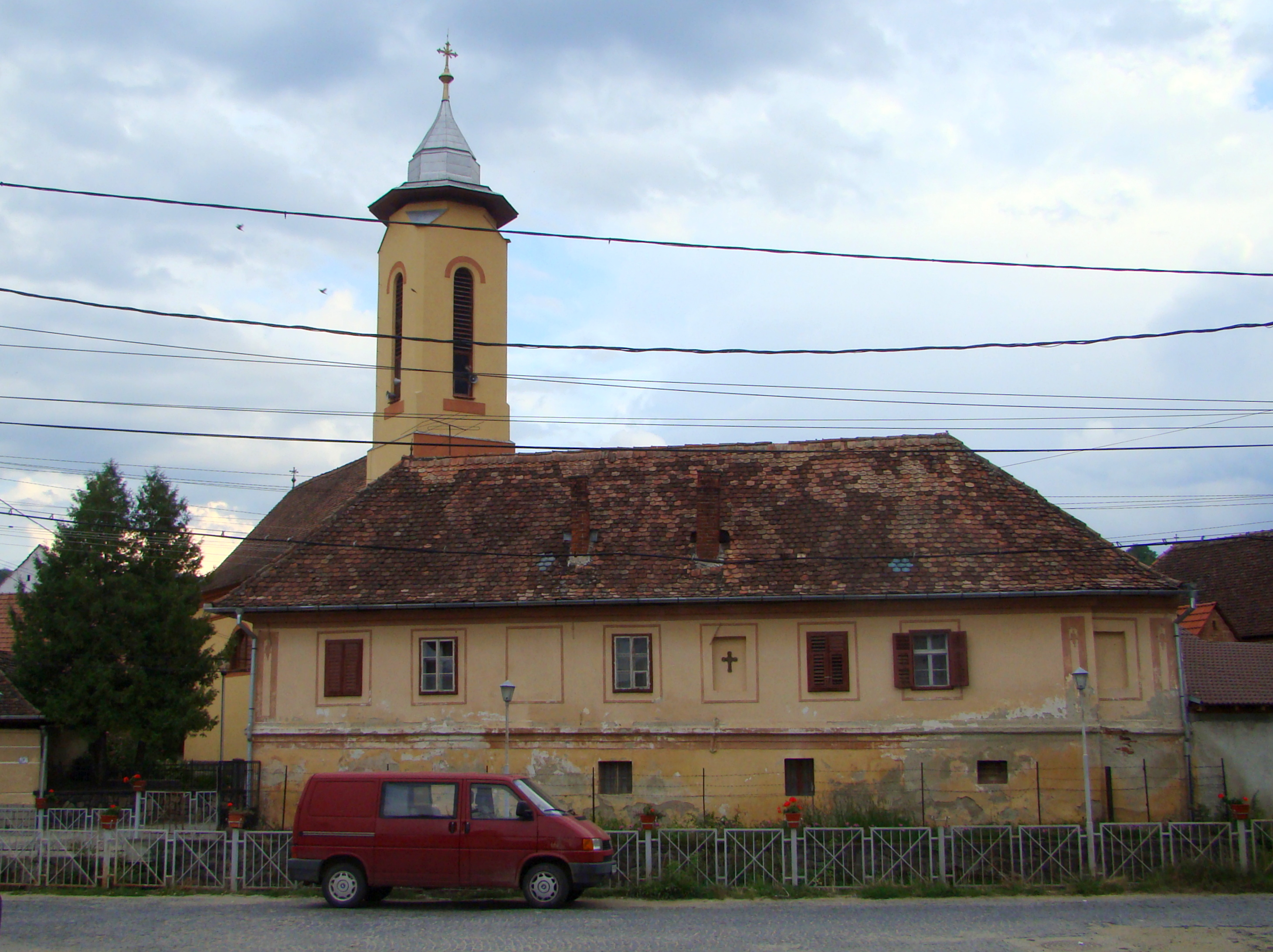
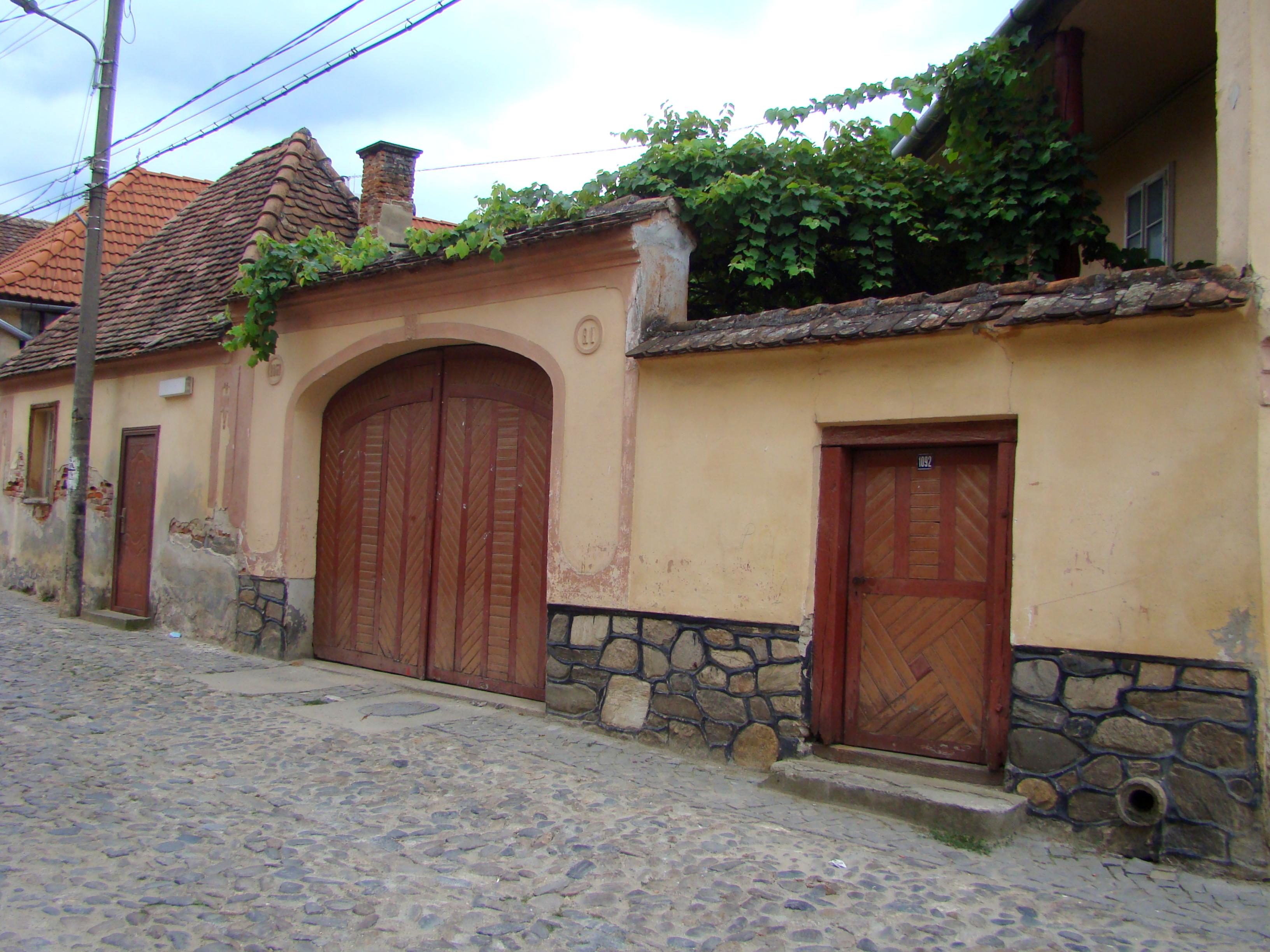
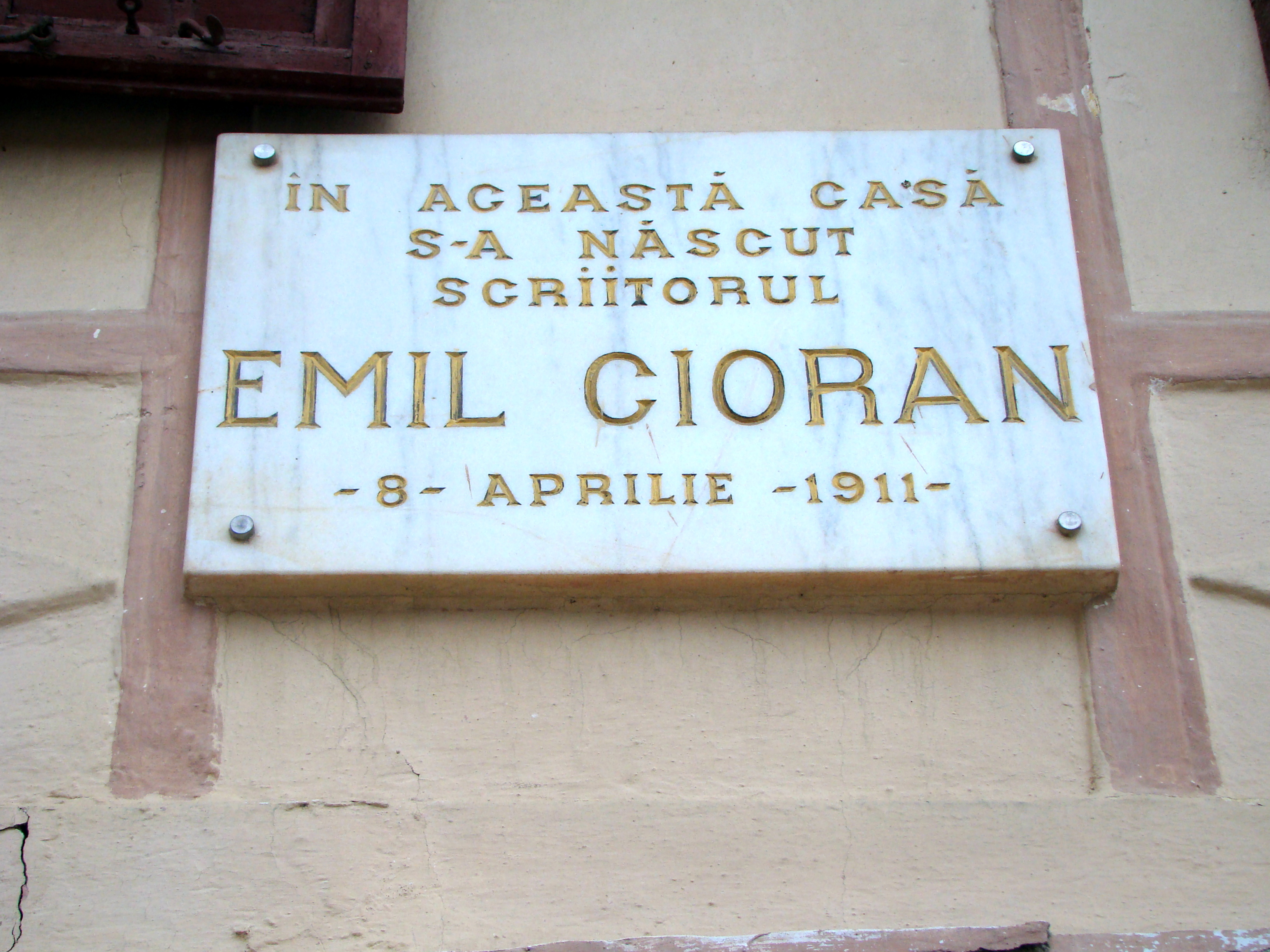
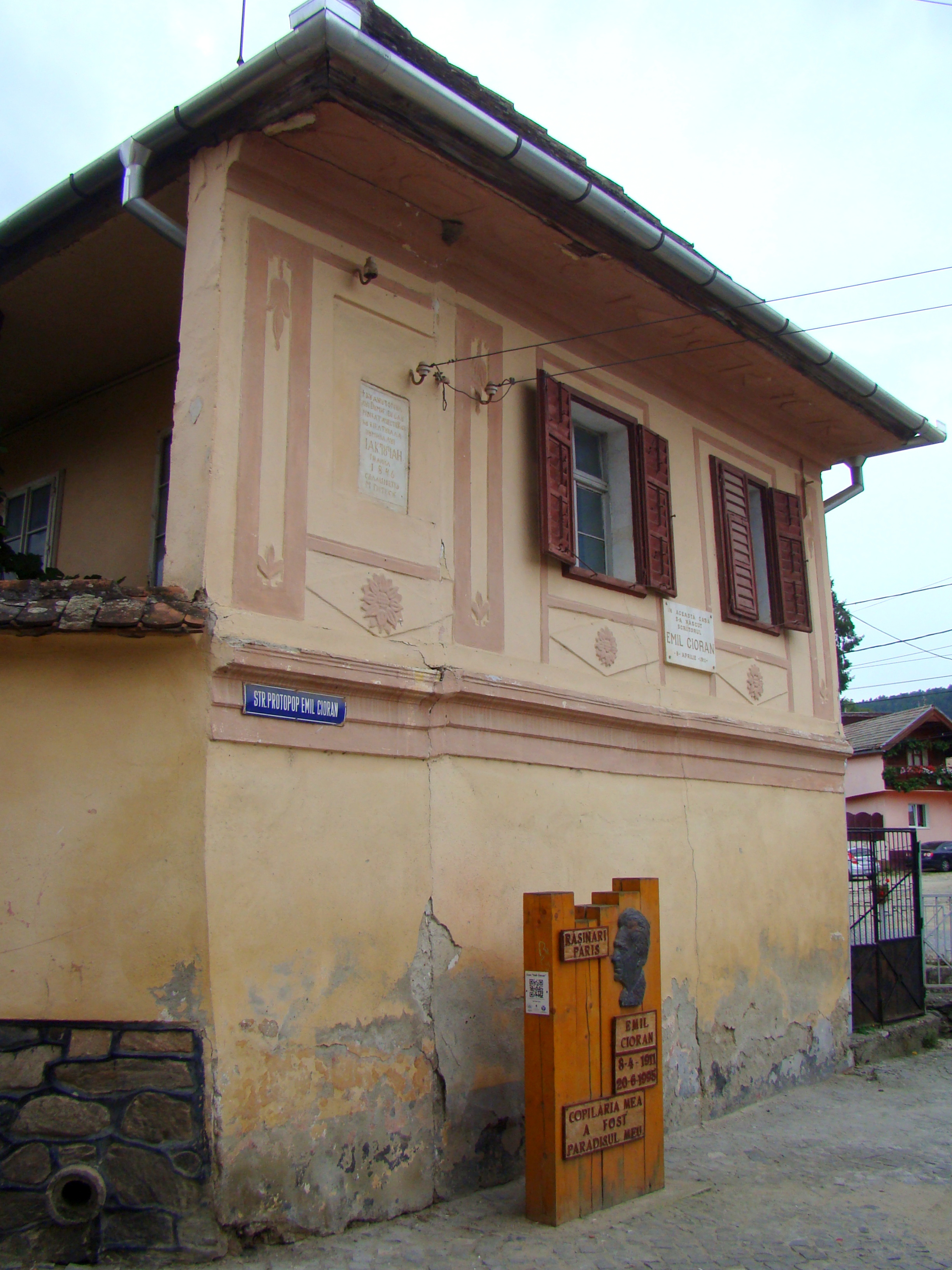
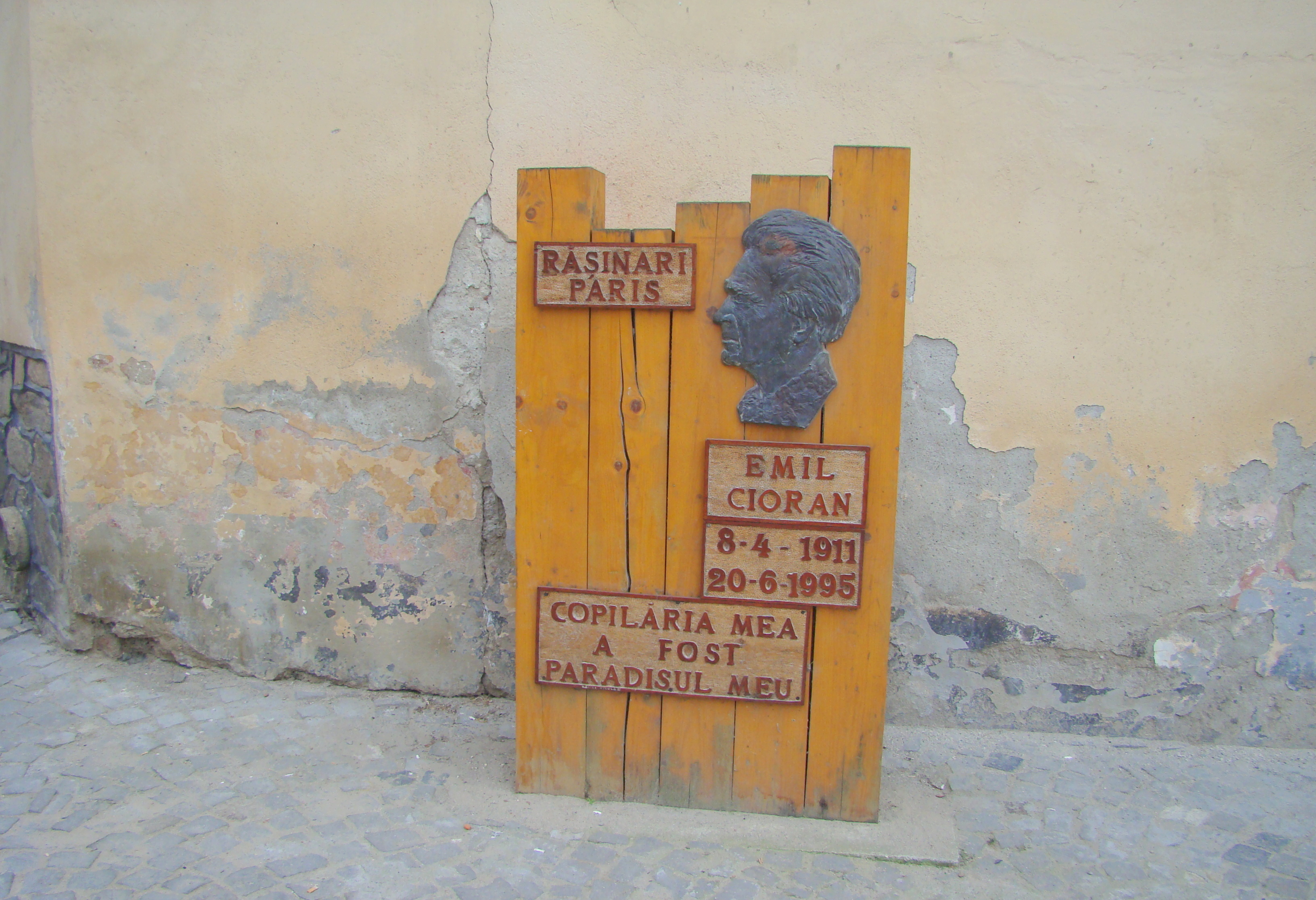
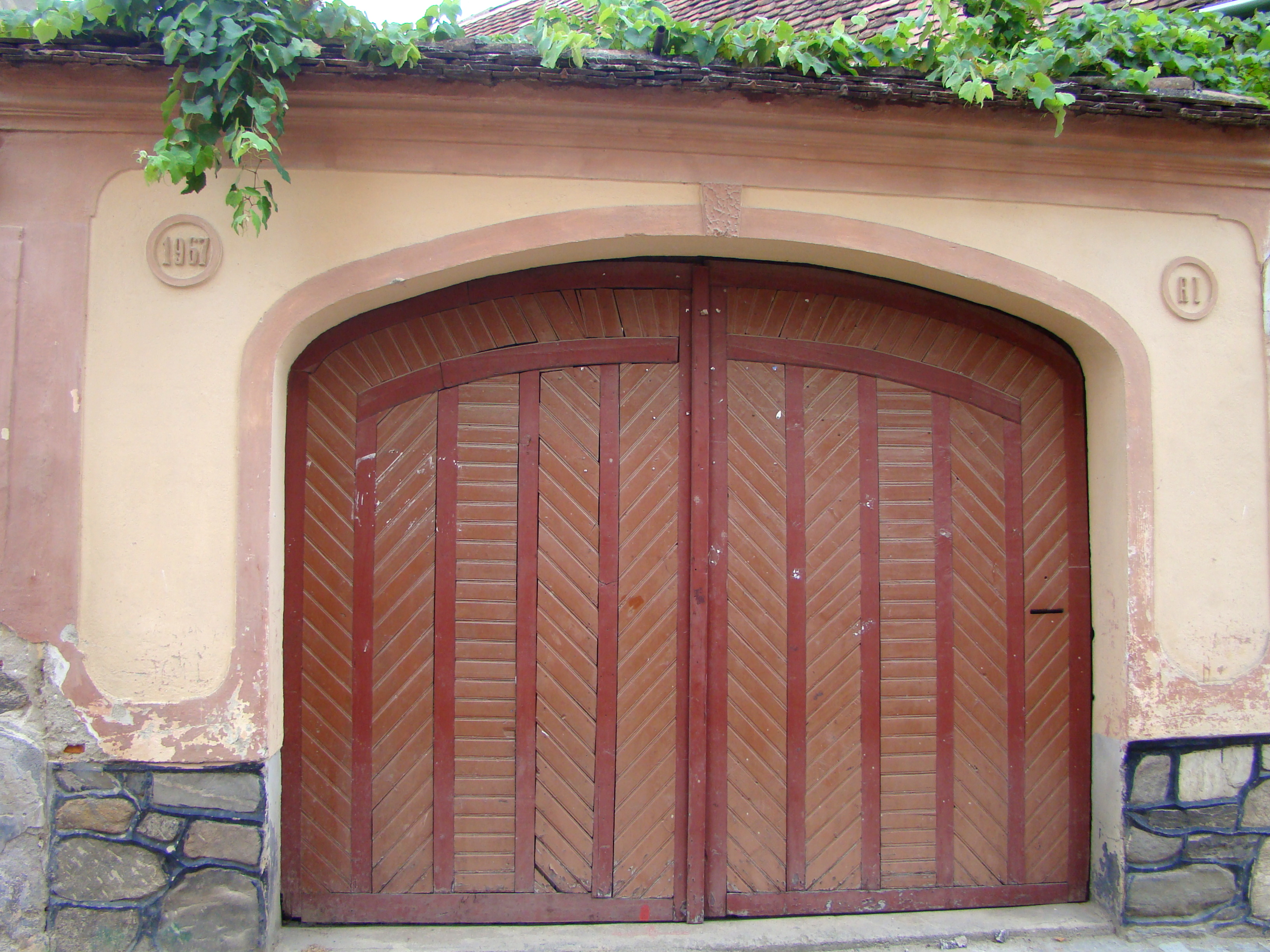
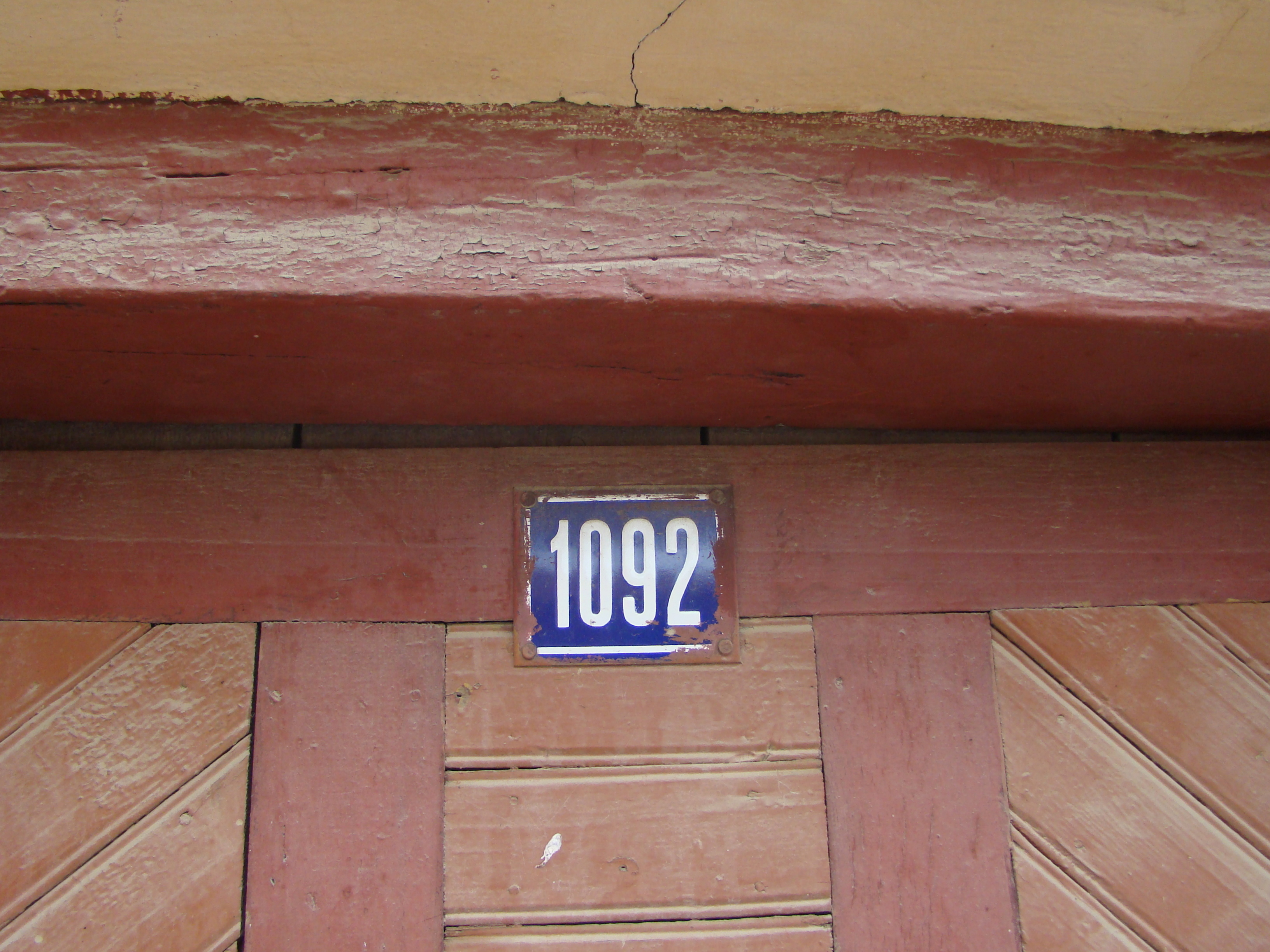
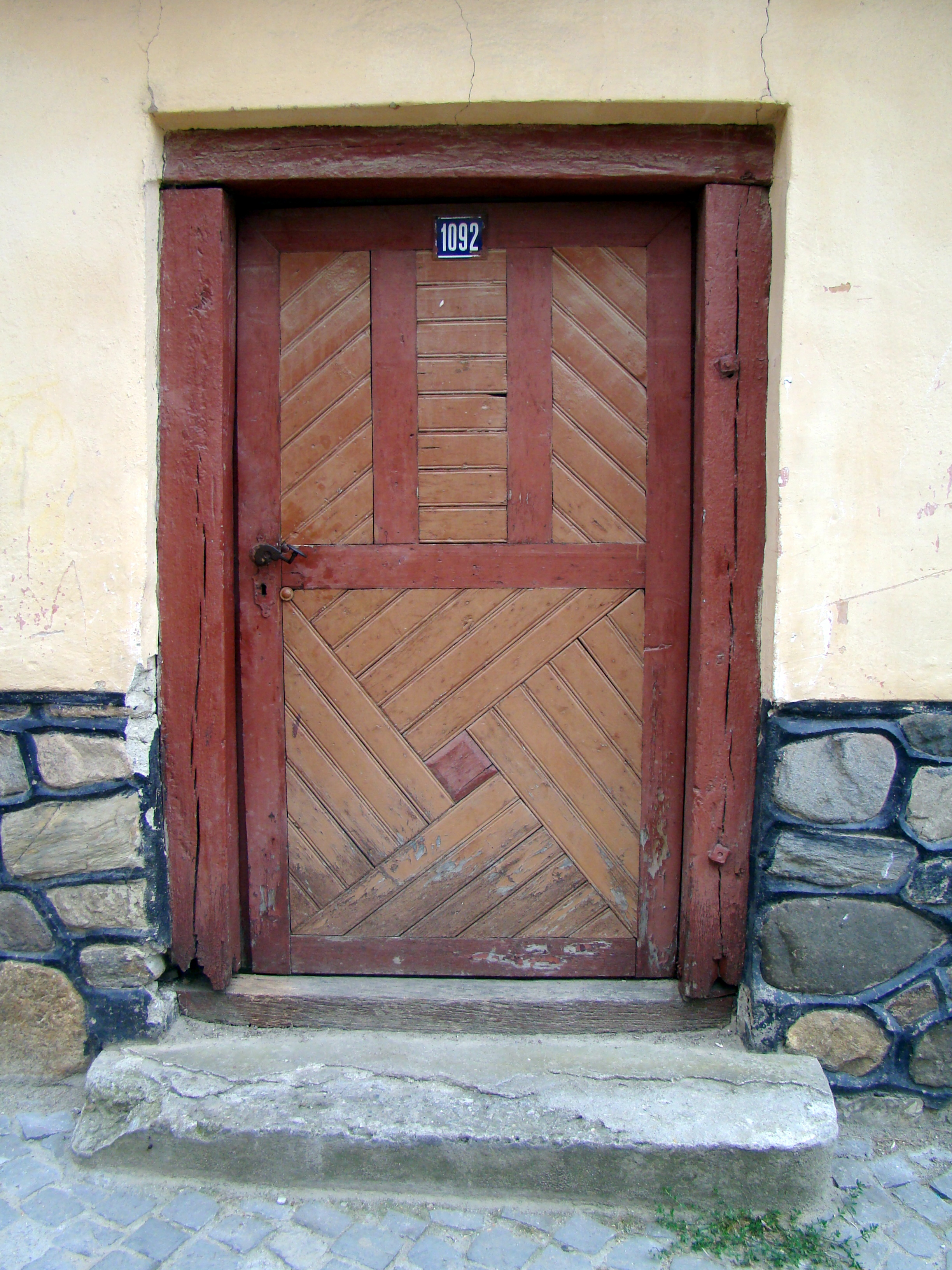
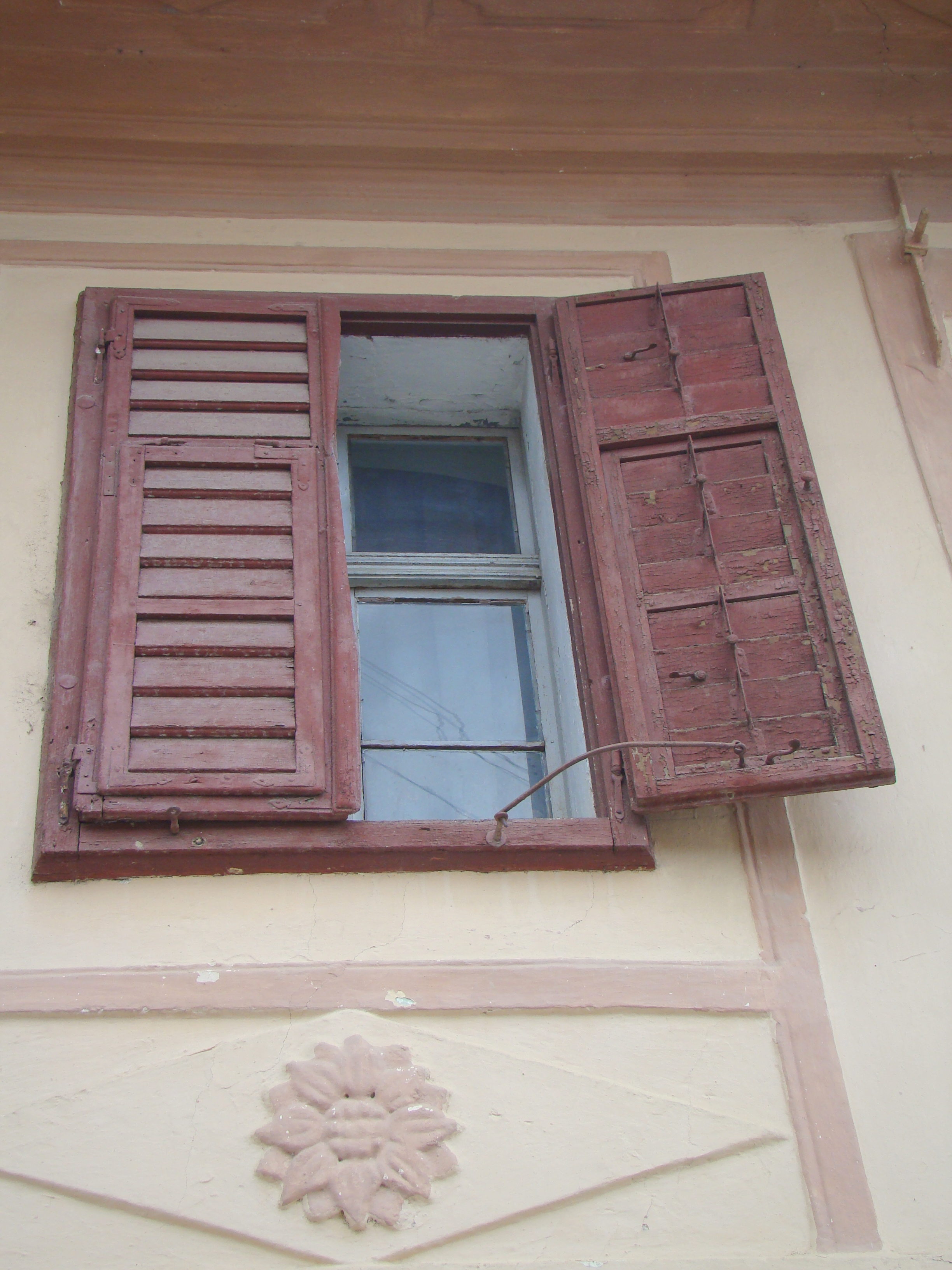
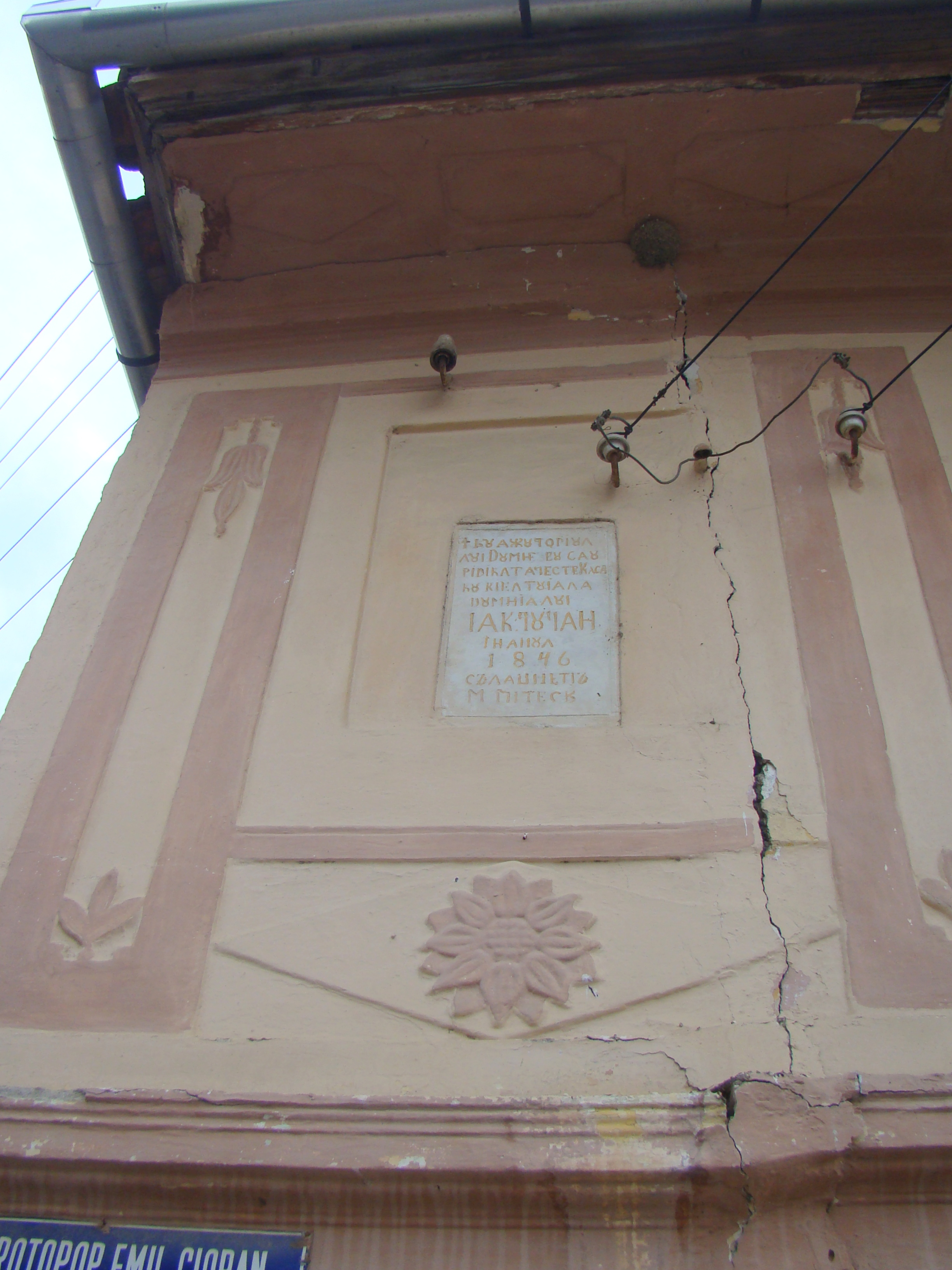
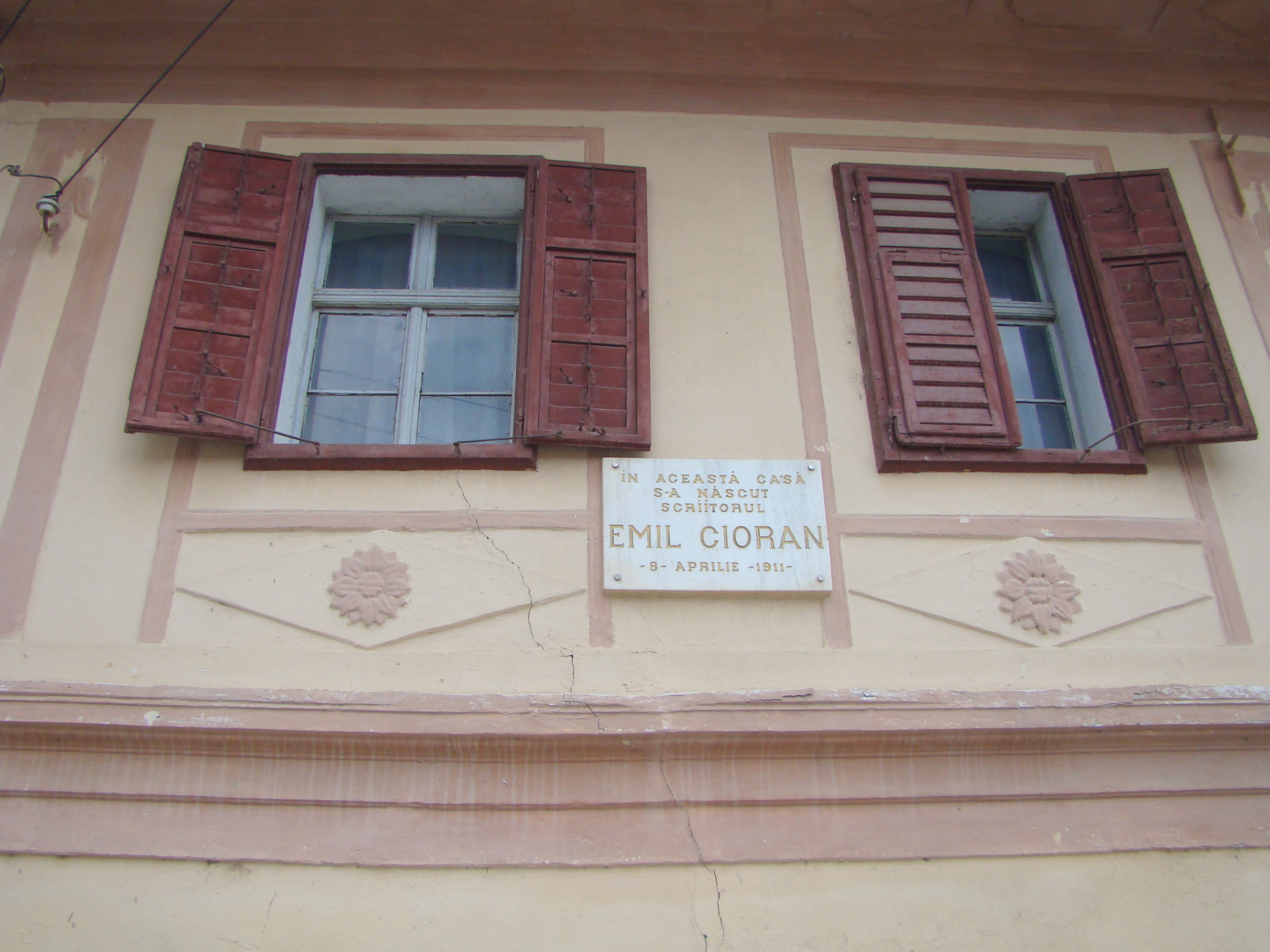
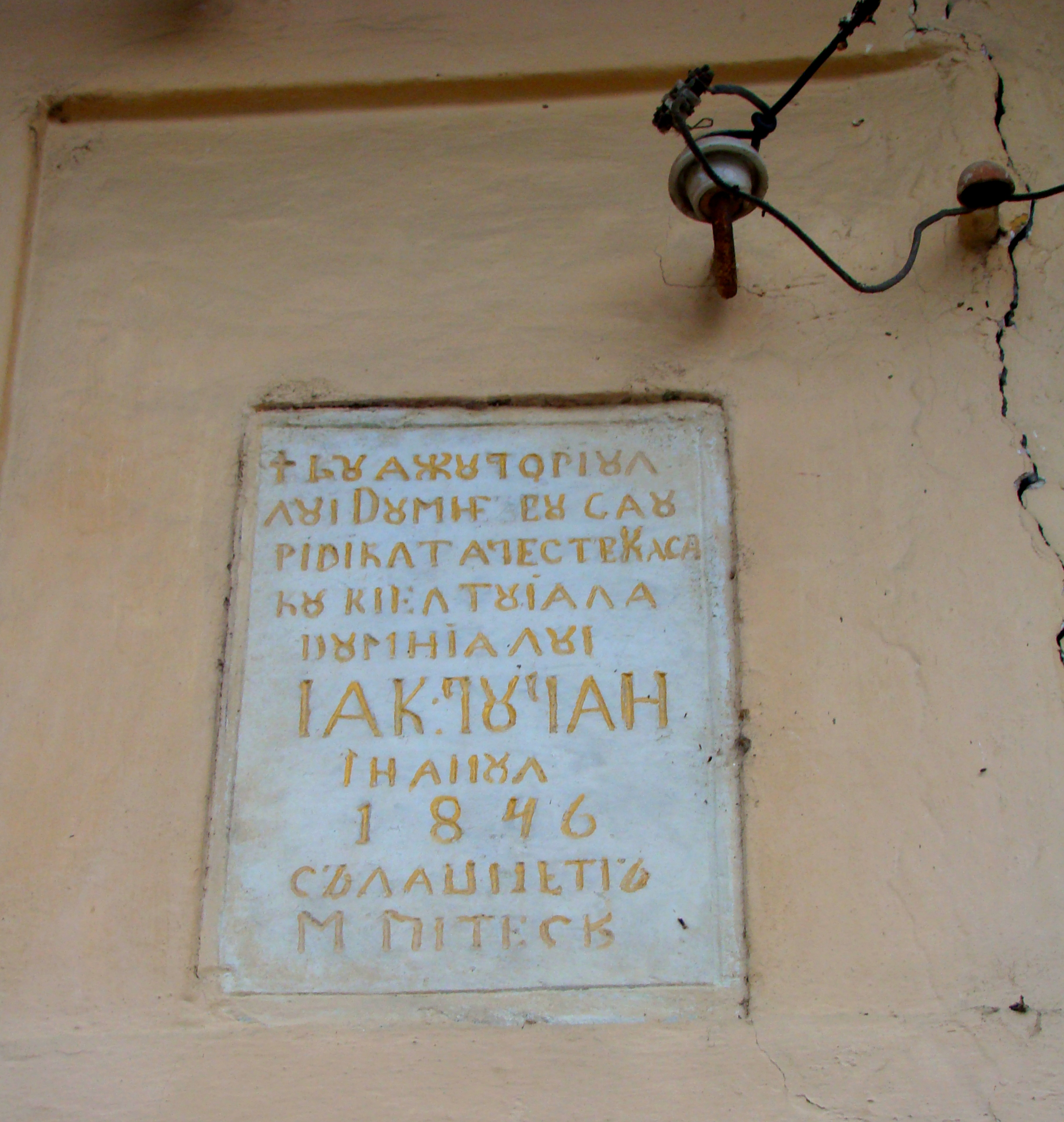
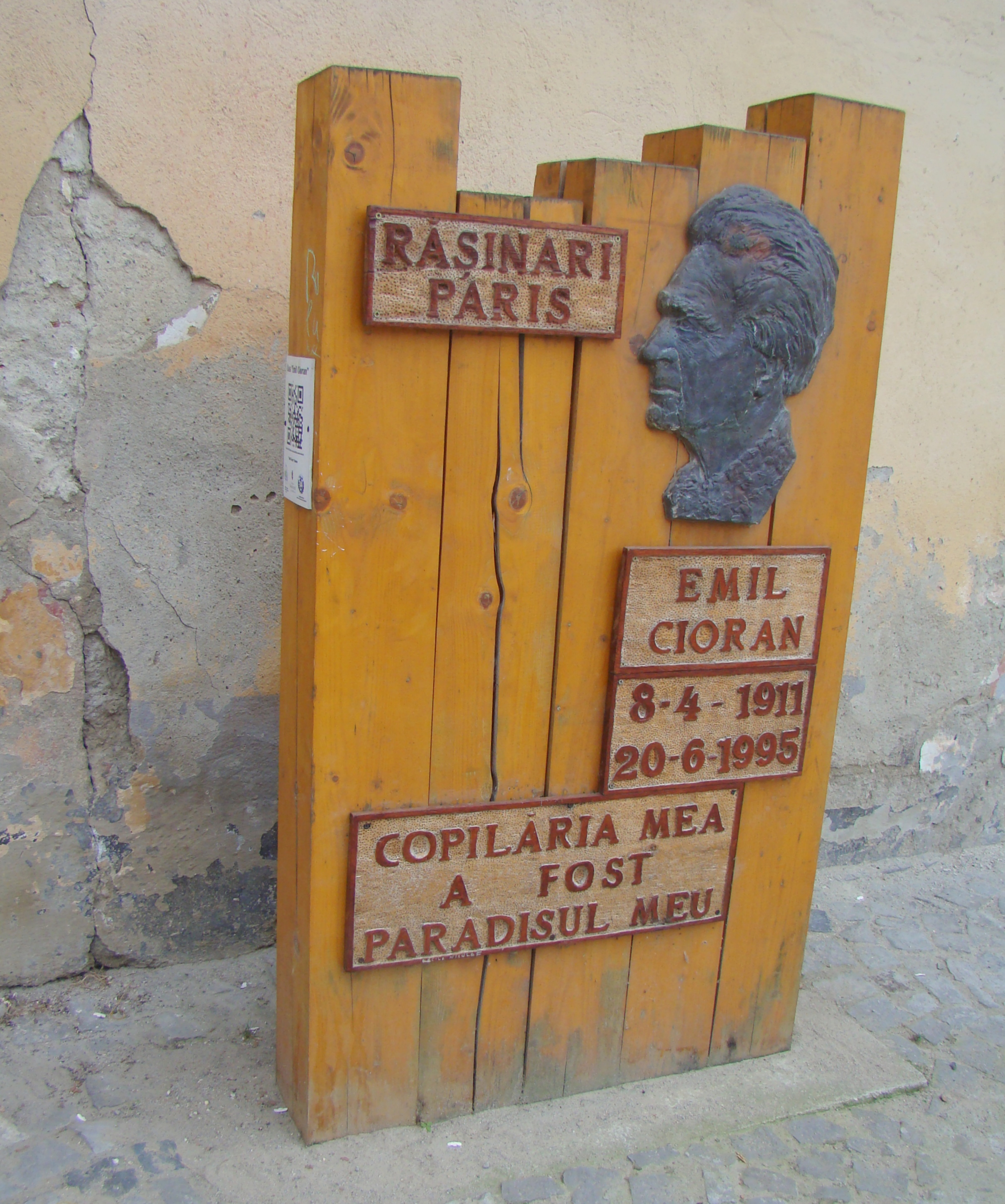
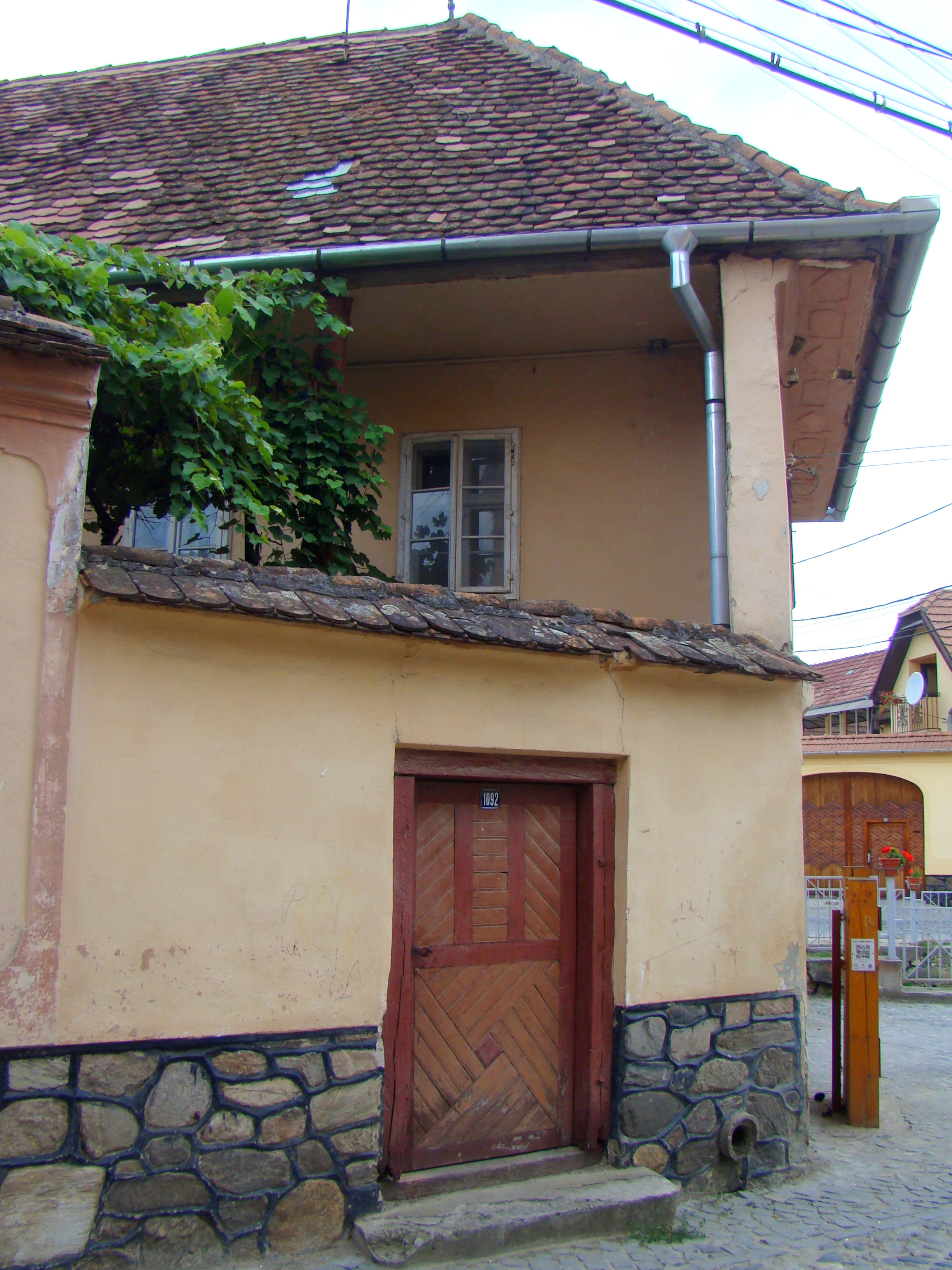
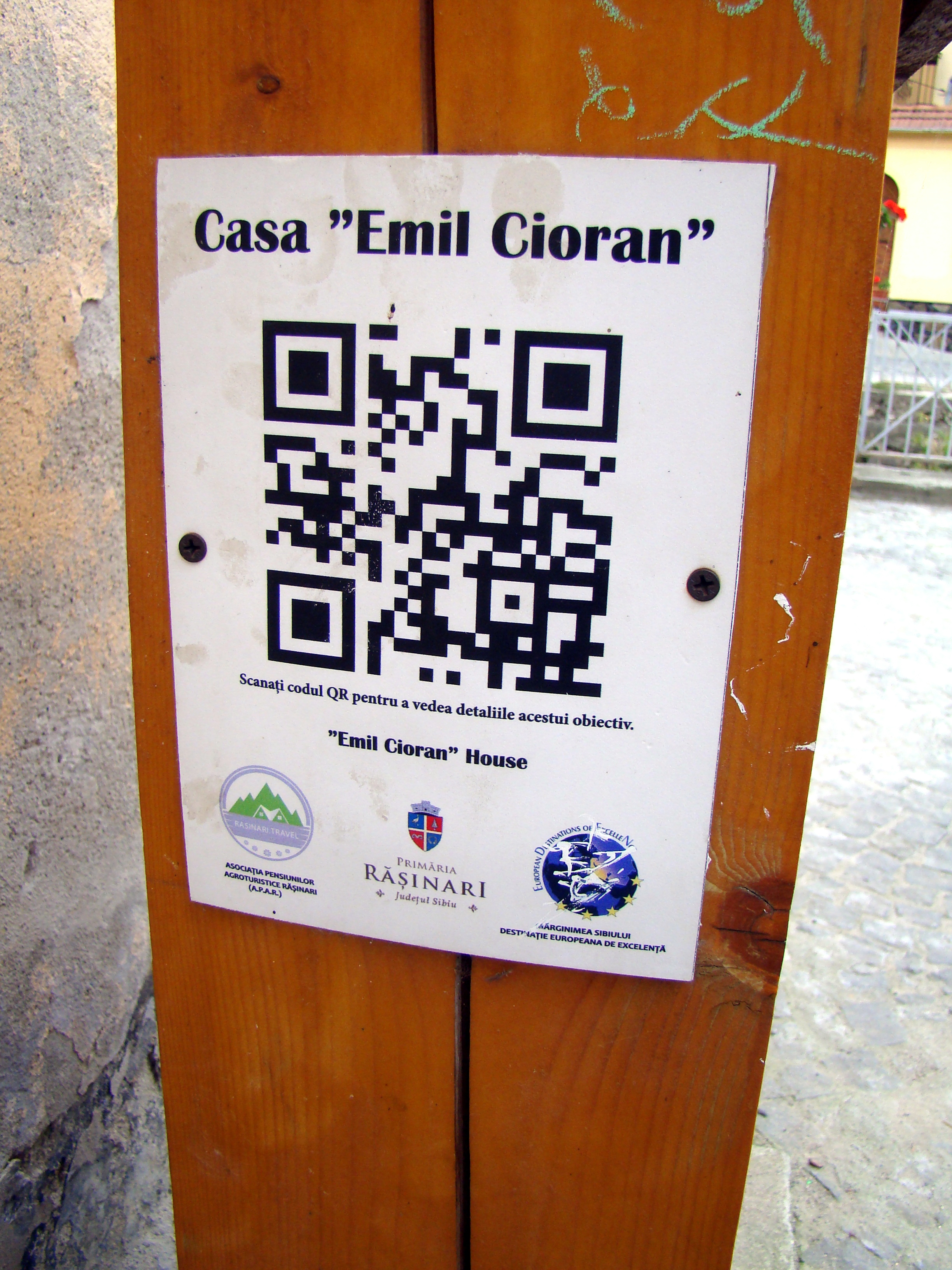
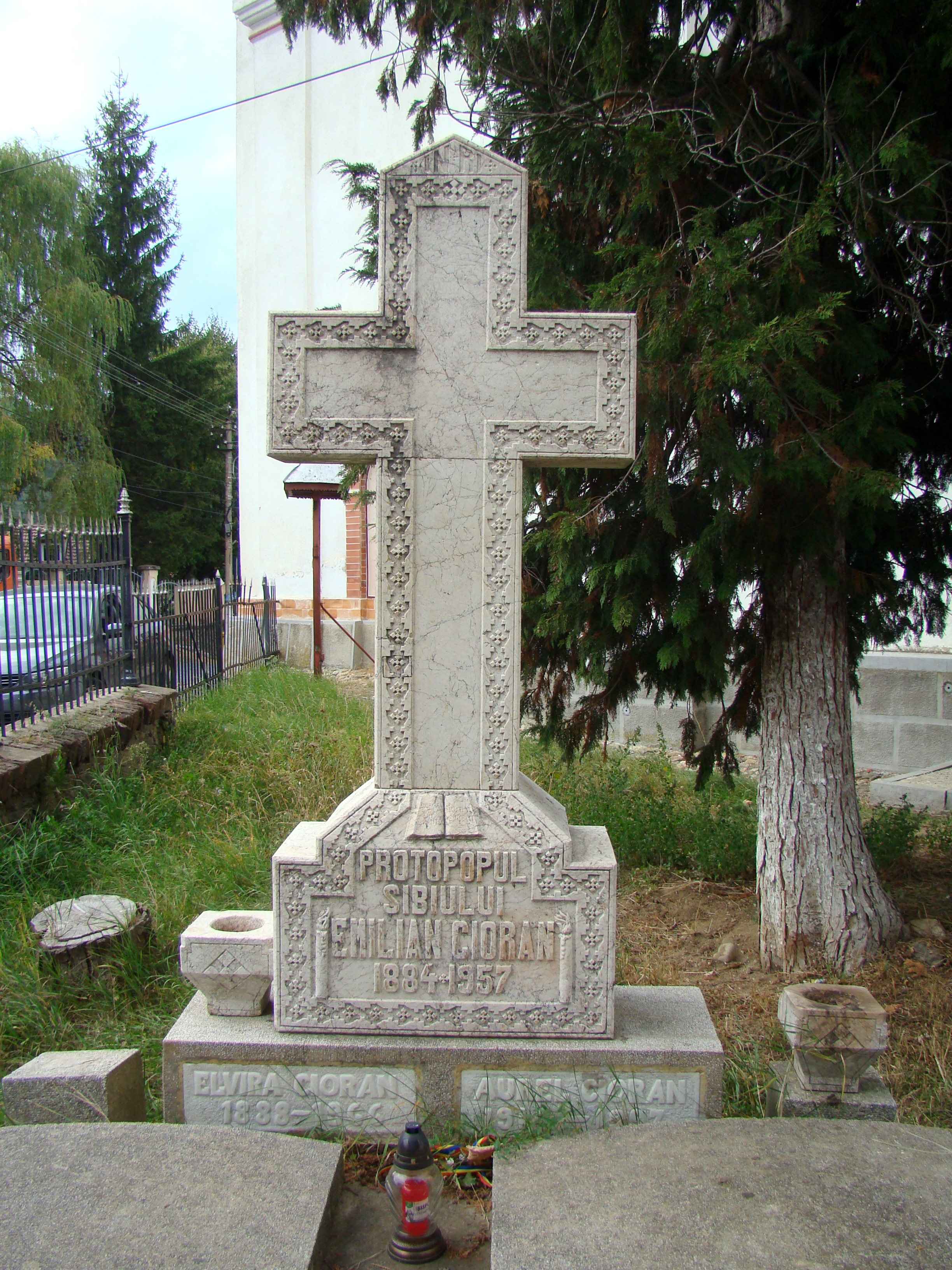
Mormântul protopopului Sibiului Emilian Cioran
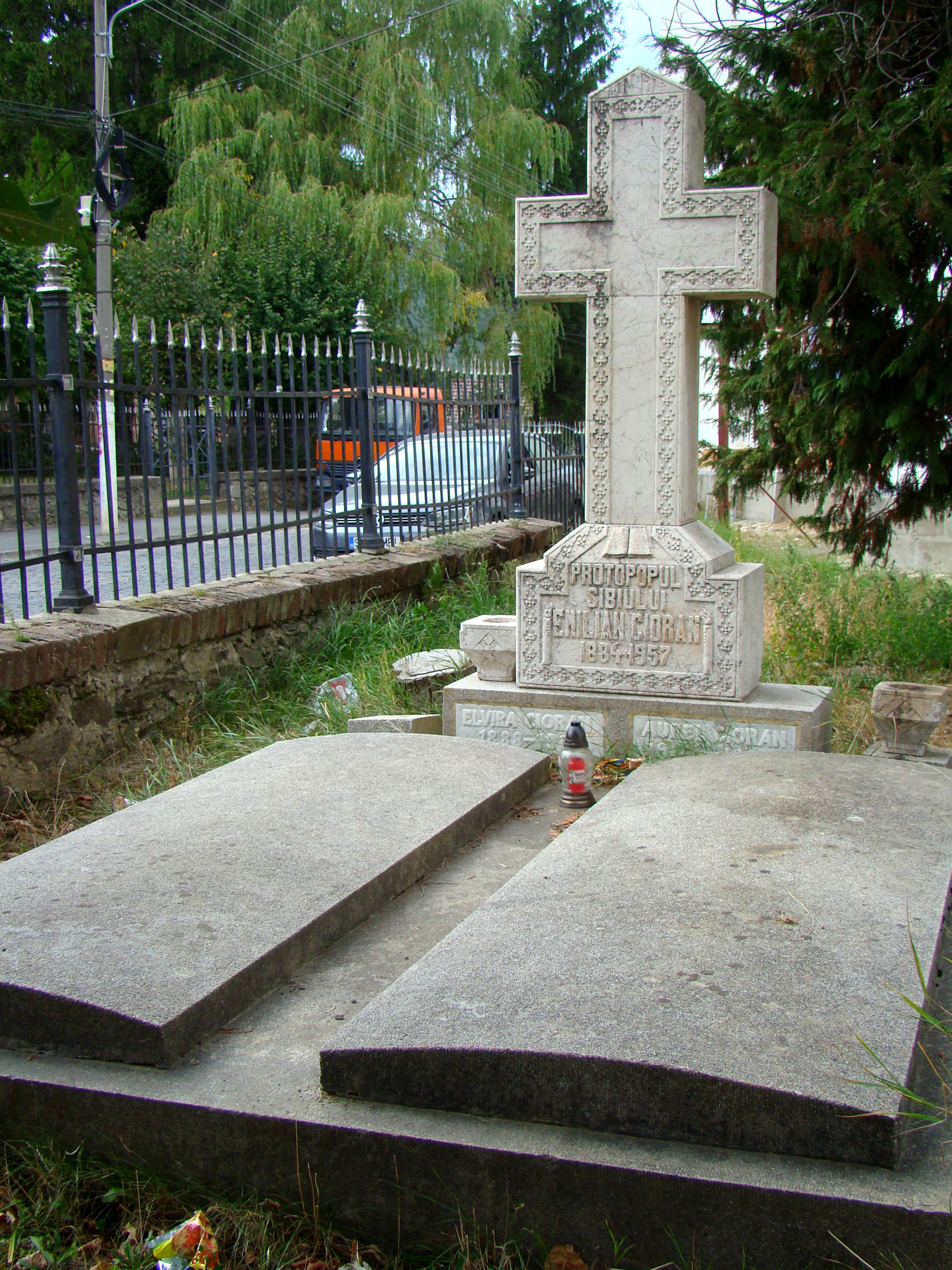
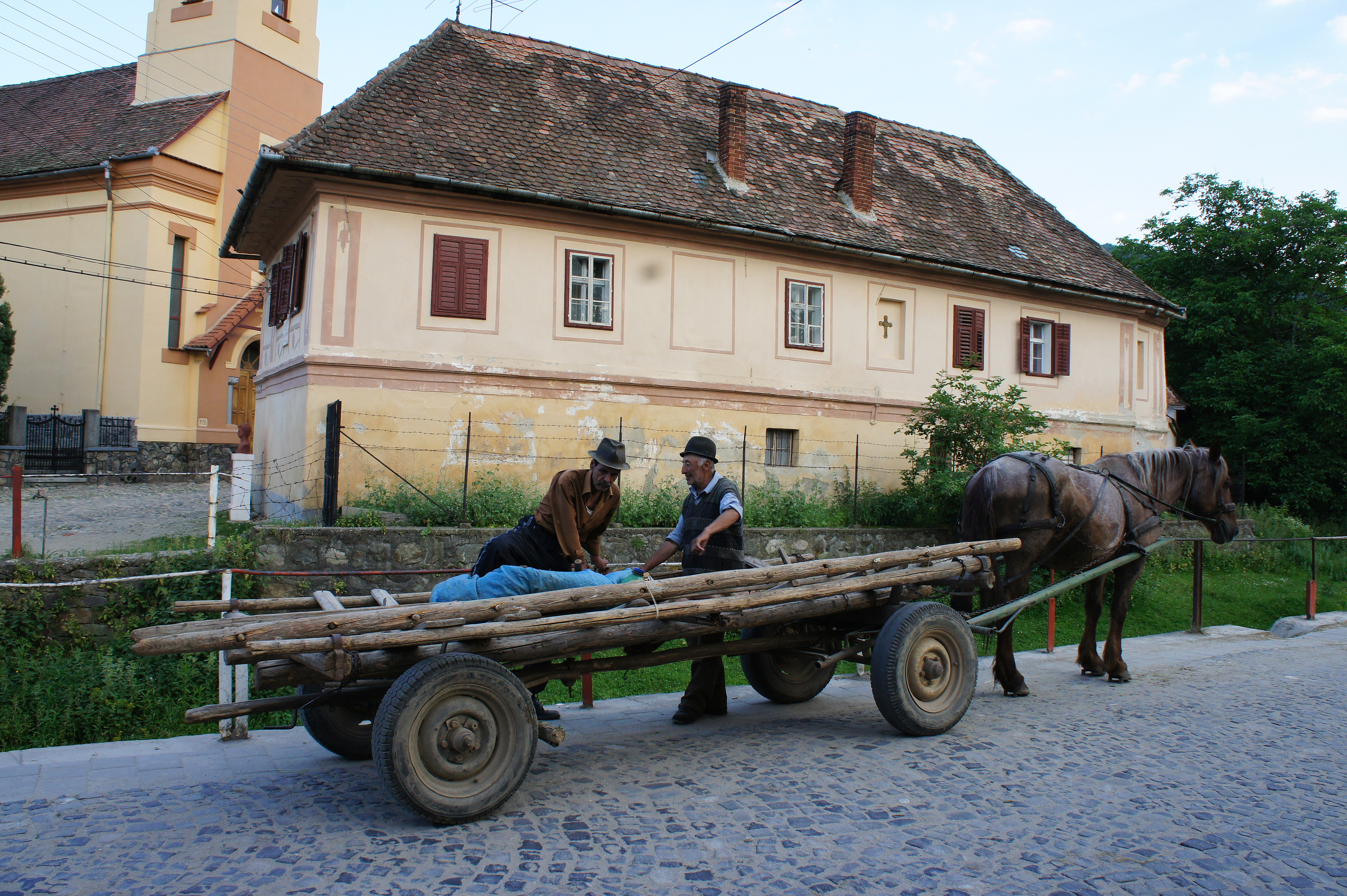